# Rete tranviaria di Utrecht
La rete tranviaria di Utrecht (in olandese Utrechtse sneltram), conosciuta anche col brand name U-OV è una rete tranviaria di tranvia veloce che serve la città olandese di Utrecht.
Il servizio consiste in tre linee di tram che collegano la stazione ferroviaria di Utrecht Centraal con le aree residenziali di Lombok e Kanaleneiland e i sobborghi di Nieuwegein e IJsselstein a sud-ovest della stazione, e con il quartiere Uithof e l'Università di Utrecht a sud-est.

## Organizzazione
Ci sono quattro soggetti associati al sistema di tramvia: esiste anche il marchio U-OV, dove “OV” è l'abbreviazione olandese di openbaar vervoer (trasporto pubblico).
Bestuur Regio Utrecht è l'autorità regionale per il trasporto pubblico nella regione di Utrecht. BRU si occupa della pianificazione a lungo e a breve termine del trasporto pubblico nella provincia, lavorando a stretto contatto con i comuni e le organizzazioni dei viaggiatori.
Qbuzz ha una concessione per la gestione di autobus e tram nella provincia di Utrecht sotto il marchio U-OV, per conto della Bestuur Regio Utrecht, cliente di Qbuzz dall'8 dicembre 2013. Nel dicembre 2025, la concessione sarà trasferita a Transdev Nederland Mobility Services N.V. fino al 2035.
La provincia di Utrecht è proprietaria della tramvia e ne gestisce i servizi attraverso un ente provinciale chiamato Regiotram Utrecht.
Regiotram Utrecht è responsabile della gestione, della manutenzione e dell'espansione dell'intero sistema tranviario nella città di Utrecht e nei suoi dintorni. Regiotram Utrecht ha circa tre dozzine di dipendenti nel deposito di Nieuwegein. L'ente gestisce e mantiene le infrastrutture tranviarie come tram, binari, segnaletica, passaggi a livello, fermate e pannelli informativi digitali per gli utenti.

## Rete

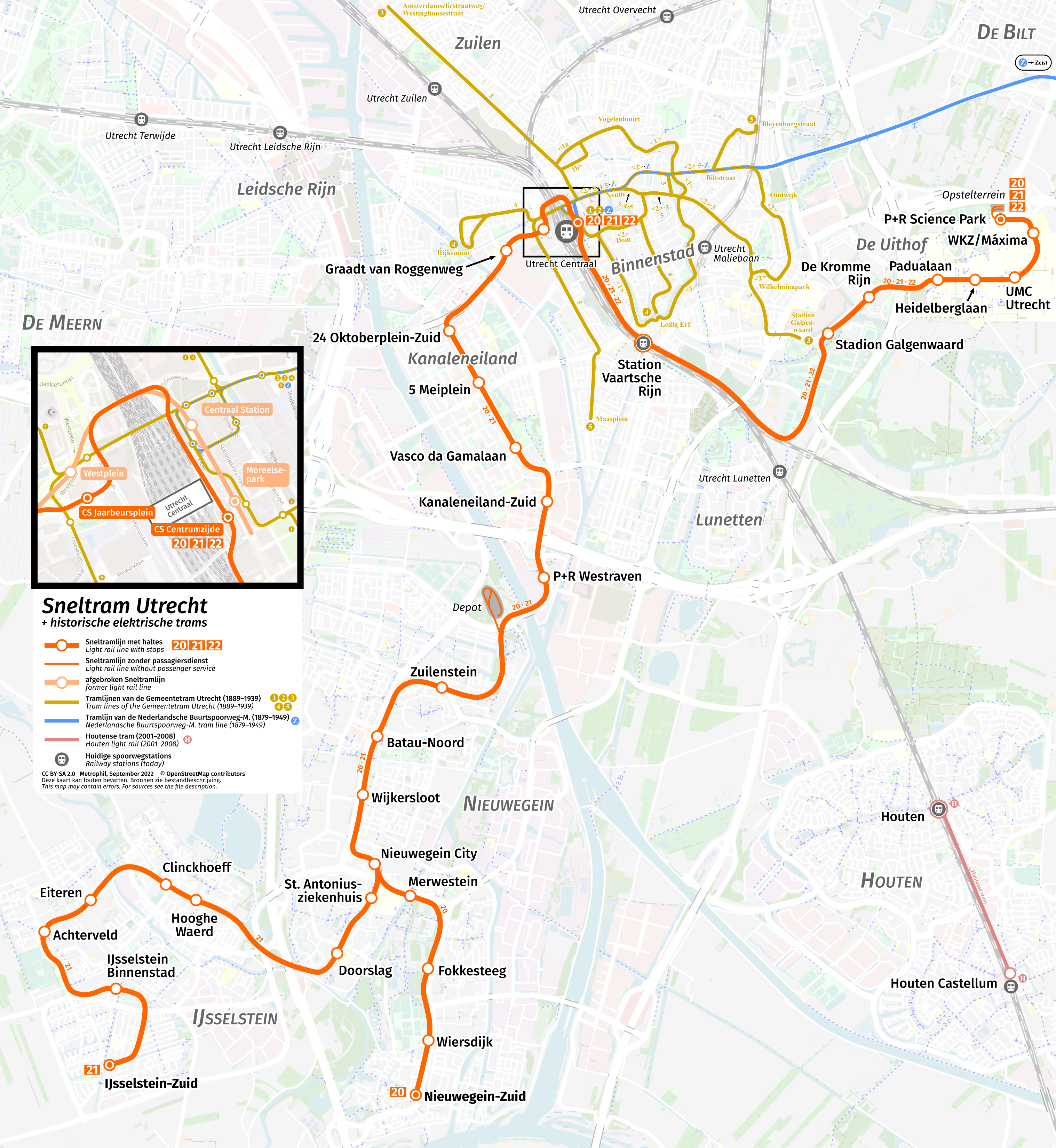
Mappa della rete tranviaria al 2022

Lo sneltram Utrechtse viaggia attraverso la stazione di Utrecht Centraal (abbreviato in Utrecht CS) tra il quartiere di Uithof, a sud-est della stazione, e Nieuwegein e IJsselstein, a sud-ovest della stazione.
La sezione della tramvia che corre a sud-ovest di Utrecht CS è soprannominata linea SUNIJ (SUNIJ-lijn - sneltram Utrecht-Nieuwegein/IJsselstein - lijn significa “linea”) dal nome delle comunità servite. Da Utrecht CS, la linea SUNIJ si dirige verso lo Stadscentrum di Nieuwegein, dove la linea si dirama verso capolinea separati, il tram 20 per Nieuwegein-Zuid e il tram 21 per IJsselstein-Zuid. La sezione che corre a sud-est di Utrecht CS è denominata linea Uithof (Uithoflijn), e si dirige verso il P+R Science Park nel quartiere Uithof. Le linee tranviarie 20, 21 e 22 utilizzano tutte la linea Uithof.
A Utrecht CS ci sono due fermate del tram: Jaarbeursplein sul lato ovest della stazione e Centrumzijde (“lato centro”) sul lato est. Fino al 2 luglio 2022, nessun tram trasportava passeggeri tra queste due fermate e i passeggeri dovevano percorrere 500 metri a piedi per passare dalla linea SUNIJ a quella Uithof a Utrecht CS. Oggi, nei giorni feriali, è possibile viaggiare da Nieuwegein-Zuid e IJsselstein-Zuid al P+R Science Park senza cambiare tram.
La rete si compone di 3 linee:
- Tram 20: Nieuwegein-Zuid - Utrecht CS - Parco scientifico P+R
- Tram 21: IJsselstein-Zuid - Utrecht CS - Parco scientifico P+R
- Tram 22: Utrecht CS - Parco scientifico P+R

Nei fine settimana e dopo le 21:30 nei giorni feriali, non c'è servizio sulla linea Uithof; in questi orari, le linee tranviarie 20 e 21 fanno capolinea a Utrecht CS Centrumzijde invece che al P+R Science Park, e il tram 22 non circola. Il tram 22 è entrato in servizio dal 22 agosto 2022.

## Tariffe
Per i viaggi è utilizzabile una smart card contactless e la OV-chipkaart, utilizzabile oltre che sulla rete metrotranviaria di Utrecht, su tutti i trasporti pubblici terrestri di linea dei Paesi Bassi.